# Elecciones provinciales de Mendoza de 1961
Las elecciones generales de la provincia de Mendoza de 1961 tuvieron lugar el domingo 12 de febrero del mencionado año con el objetivo de elegir al Gobernador y al Vicegobernador de la provincia, así como 12 bancas de la Cámara de Diputados provinciales, componiendo los poderes ejecutivo y legislativo de la provincia para el período 1961-1964. Fueron las decimocuartas elecciones provinciales mendocinas desde la instauración del voto secreto. Se realizaron en el contexto del gobierno de Arturo Frondizi, de la Unión Cívica Radical Intransigente (UCRI), llegado al poder como consecuencia de la proscripción del peronismo y su líder, Juan Domingo Perón, de la vida política argentina. Durante el último período de su mandato, Frondizi permitió que partidos ligados al peronismo presentaran candidaturas en las elecciones provinciales y legislativas venideras.
Mendoza, la única provincia en la que el mandato del gobernador era de tres años, sería la primera en renovar ejecutivo. Por tanto, se convirtió en el centro de la disputa interna del peronismo en cuanto a la concurrencia o el boicot a las elecciones. El ilegalizado Partido Justicialista (PJ) se encontraba en ese momento representado en el país por distintos partidos minoritarios, denominados también neoperonistas. Uno de ellos, el Partido Tres Banderas, presentó la candidatura de Ernesto Corvalán Nanclares para la gobernación. La oficialista UCRI también se vio dividida y hubo expresiones radicales disidentes que disputaron también los comicios, siendo la más fuerte la encabezada por Francisco Cañeque. La Unión Cívica Radical del Pueblo (UCRP), otro sector de la UCR dividida, presentó a Leopoldo Suárez. Por último, el conservador Partido Demócrata (PD) presentó a Francisco Gabrielli para la gobernación.
Las fuertes divisiones y crisis internas en las dos principales fuerzas políticas del país, tanto del peronismo como del radicalismo, llevaron a un repunte del conservadurismo, y Gabrielli resultó elegido gobernador por estrecho margen al recibir el 27.78% de los votos válidos contra el 23.15% de Suárez. Apoyado por un sector del neoperonismo a último momento durante la campaña, Cañeque quedó tercero con el 15.58% y Corvalán logró captar la mayor cantidad del voto peronista concurrencista con el 14.51%. El Partido Socialista Argentino también se benefició de la crisis peronista y radical, recibiendo el 7.54%. La participación fue del 85.01% del electorado registrado.
Gabrielli asumió su cargo el 1 de mayo de 1961. Sin embargo, solo ejerció durante unos pocos meses, ya que fue derrocado al ser intervenida la provincia tras el golpe de Estado del 29 de marzo de 1962.

## Resultados

### Gobernador y Vicegobernador
|  | 27.78 % |

|  | 23.15 % |

|  | 15.58 % |

|  | 14.51 % |

|  | 7.54 % |

|  | 5.28 % |

|  | 1.88 % |

|  | 1.88 % |

|  | 0.71 % |

|  | 0.55 % |

|  | 0.44 % |

|  | 0.40 % |

|  | 0.31 % |

|  | 94.65 % |

|  | 5.35 % |

|  | 100.00 % |

|  | 85.01 % |

### Cámara de Diputados
Elección la 1ª Sección Electoral, que comprende los Departamentos Capital, Las Heras, Lavalle y Guaymallén.
|  | 30.89 % |

|  | 22.23 % |

|  | 14.57 % |

|  | 13.95 % |

|  | 7.13 % |

|  | 5.04 % |

|  | 2.55 % |

|  | 1.43 % |

|  | 0.63 % |

|  | 0.63 % |

|  | 0.53 % |

|  | 0.42 % |

|  | 92.47 % |

|  | 6.53 % |

|  | 100.00 % |

|  | 85.01 % |